# Аллеманди, Луиджи
Луи́джи Аллема́нди (итал. Luigi Allemandi; 8 ноября 1903, Сан Дамиано Макра, Италия — 25 сентября 1978, Пьетра Луджуре, Италия) — итальянский футболист, защитник. Чемпион мира 1934 года.

## Карьера
Луиджи Аллеманди начал свою карьеру в клубе «Леньяно», с клубом он достиг финала Лиги Севера чемпионата Италии и был замечен «Ювентусом», куда он перешёл в 1925 году. С «Ювентусом» Аллеманди победил в чемпионате Италии в 1926 году и был вызван в национальную сборную, но в «Ювентусе» Аллеманди «влип» в неприятную историю, когда соперники из «Торино» предлагали игроку некоторую сумму денег для того, чтобы в решающем матче он играл не в полную силу. Часть денег должна была передаваться до игры, а другая часть — после. Аллеманди был одним из лучших игроков на поле, но дело попало в итальянскую федерацию футбола, которая дисквалифицировала руководство «Торино» и игрока. Однако его скоро амнистировали, по причине того, что он был один из лучших итальянских защитников того времени.
После скандала Аллеманди перешёл в клуб «Амброзиана», где стал одним из лучших игроков команды, выигравшей серию А в 1930, и даже стал игроком «основы» сборной Италии, в которой заменил Умберто Калигариса. Со сборной командой Аллеманди выиграл чемпионат мира в 1934 году. В 1935 году Аллеманди перешёл в клуб «Рома», за который провёл 2 сезона. Затем выступал в клубе серии В «Венеция» и «Лацио», где провёл всего лишь 2 матча. В том же сезоне стал тренером клуба, проработав с командой 11 игр.

## Достижения
- Чемпион Италии: 1926, 1930
- Чемпион мира: 1934